# Austrochthonius easti
Austrochthonius easti är en spindeldjursart som beskrevs av Harvey 1991. Austrochthonius easti ingår i släktet Austrochthonius och familjen käkklokrypare. Inga underarter finns listade.